# Edmond Debeaumarché
Edmond Debeaumarché (Dijon, 15 de desembre de 1906 - Suresnes, 28 de març de 1959) fou un treballador de correus francès, que s'uní a la Resistència francesa durant la Segona Guerra Mundial.

## Trajectòria
Debeaumarché va néixer el 15 de desembre de 1906 a Dijon i primer va voler convertir-se en pilot, però la seva visió era massa feble i es va incorporar al servei postal francès, conegut per l'acrònim PTT. Va ser mobilitzat el setembre de 1939 com a sergent a l'Exèrcit de l'aire francès i després de juny de 1940 es va incorporar a la Resistència francesa.
Debeaumarché es va encarregar del transport del correu, una posició que va utilitzar per a filtrar correu per a la Resistència. Des de l'estiu de 1943, va formar part de la plantilla de l'Action-PTT, una organització clandestina dins del servei postal francès, i va treballar amb Ernest Pruvost, el seu líder nacional, i directament sota Simone Michel-Lévy, establint comunicacions postals amb Londres. Quan Michel-Levy va ser arrestat el novembre de 1943, Debeaumarché va assumir el càrrec de cap de l'Action-PTT. Viatjant per França va crear xarxes de resistència i va organitzar el sabotatge de les telecomunicacions enemigues (els plans Potard i Violet; aquest últim implicava tallar cables de telefonia abans del desembarcament de Normandia). A més, va aconseguir adquirir els llibres de codis dels tres codis secrets que van utilitzar Joseph Darnand i la Milícia Francesa i va utilitzar-los per a desxifrar còpies de telegrames obtinguts a l'oficina central de telègrafs de París. Els textos desxifrats es van passar a la intel·ligència aliada.
Va ser arrestat el 3 d'agost de 1944 a l'estació de París-Montparnasse i interpel·lat durament per la Gestapo al carrer de les Saussaies. Va perdre la consciència per les pallisses, però no va divulgar cap nom; posteriorment va ser retingut a la presó de Fresnes. Debeaumarché va ser un dels anomenats "77.000" (anomenat pel nombre de presos, entre 76.000 i 78.000), presoners de Fresnes que van ser transportats amb tren de Pantin al camp de concentració de Buchenwald el 15 d'agost de 1944. Va ser traslladat a la fàbrica subterrània del camp de concentració de Mittelbau-Dora, que va produir bombes volant V-1 i coets V-2, i es va posar a treballar com a enginyer elèctric en la fabricació del V-1. Maurice Naegelé, un kapo de la secció de muntatge del túnel, va obtenir la confiança de Debeaumarché en revelar-li detalls del moviment de resistència a França. De fet, Naegelé havia estat agent de la Gestapo, abans de la seva deportació. Naegelé va denunciar Debeaumarché a l'Oberscharführer de les SS Sander, cap de vigilància de Mittelbau-Dora. Aleshores va ser arrestat amb altres persones (inclosa Naegelé) la nit del 3 al 4 de novembre de 1944. Van ser portats a la seu del Sicherheitsdienst, a la localitat de Niedersachswerfen, on Naegelé va intentar treure les confessions dels altres presos. Debeaumarché va ser condemnat a mort l'11 de novembre de 1944, però la sentència no es va executar. En el seu lloc, Debeaumarché es va mantenir en reclusió solitària, acusat de trama antinazi. L'abril del 1945 va ser traslladat al camp de concentració de Bergen-Belsen, on va ser alliberat durant l'avanç de les tropes aliades el 15 d'abril de 1945 i repatriat a França. L'1 de maig de 1945 va marxar pels Camps Elisis al costat del seu company Pierre Dejussieu-Pontcarral, captiu de Buchenwald.
Després de la guerra, va ser membre del consultori de l'Assemblea Consultiva Provisional i va tenir diversos alts càrrecs administratius al PTT. Va ser president de la Union Nationale des Associations de Déportés, Internés i Familles de disparus. Va morir el 28 de març de 1959 a Suresnes i va ser honorat amb un servei fúnebre al Palau Nacional dels Invàlids de París. Les seves restes van ser enterrades a Dijon. A la seva ciutat natal una plaça porta el seu nom i a Mantes-la-Ville un carrer. El 26 de març de 1960 fou distingit pòstumament amb la publicació d'un segell postal a la sèrie Herois de la Resistència.

## Premis i reconeixements
- Gran Oficial de la Legió d'Honor – 1957[1]
- Orde de l'Alliberament[1]
- Creu de Guerra 1939-1945 amb palma i estrella d'argent[1]
- Medalla a la Llibertat (Estats Units d'Amèrica)[1]